# フェイク (Mr.Childrenの曲)
『フェイク』は、日本のバンド・Mr.Childrenの30枚目のシングル。2007年1月24日にトイズファクトリーより発売された。

## 概要
通常盤のみの1形態で発売。本作は40万枚限定生産となっており、現在は廃盤となっている。限定生産はMr.Childrenとしてはライブ・アルバム『1/42』以来となる。前作『しるし』から2か月ぶりという短いスパンでのシングルで、11thシングル『花 -Mémento-Mori-』以来19作ぶりとなる1曲のみ収録の500円シングルである。
ジャケットは女性が口を大きく開けて舌を出しているというもので、「フェイク」の「ェ」の文字だけがゴシック体であり、それ以外の文字は明朝体となっている。裏側は文字が反転していて、女性の口が偽物（フェイク）になっている。アートディレクターは丹下紘希。

## チャート成績
オリコンシングルチャートで5thシングル『innocent world』から26作連続初登場1位を獲得した。シングル1位獲得数は松田聖子（25作）を抜き、B'z（38作、当時）、浜崎あゆみ（27作、当時）に次ぐ歴代3位となった。限定生産シングルの1位獲得は『feel』（倖田來未）以来、約1年ぶりである。初週28.1万枚、累計売上は32.1万枚。

## 収録曲
| #         | タイトル     | 作詞・作曲 | 編曲                   | 時間 |
| --------- | ------------ | ---------- | ---------------------- | ---- |
| 1.        | 「フェイク」 | 桜井和寿   | 小林武史 & Mr.Children | 9:51 |
| 合計時間: | 合計時間:    | 合計時間:  | 合計時間:              | 9:51 |

## 楽曲解説
1. フェイク
  - 東宝系映画『どろろ』主題歌[2]。
  - 映画のために書き下ろされた楽曲で[4]、桜井和寿は「映画の主人公は『本物』を探す旅をしています。でも…『本物』ってなんだ? そんな疑問がこの曲をつくるきっかけになっています。ありとあらゆるところに『本物ではないもの』が存在して、それを受け入れながら僕らは暮らしています。憂うでもなく、批判するでも肯定するでもなく、たくさんの嘘と矛盾を抱えたできそこないの一人として、そのことをただ『リアル』に音にしたかった。」とコメントしている[5]。
  - 桜井が持ち込んだデモテープの段階ですでに構成が出来上がっていた楽曲[6]。映画『どろろ』の主題歌として制作されていたため、当初桜井はもっとネガティブな要素を含んだ歌詞を書いていたが、映画会社の「よりポジティブな部分も」といった要望で現在の歌詞に変更した[6]。
  - イントロのギターフレーズは、桜井曰く「トラックのチャンネル自体をミュートのon/offしてみた結果」だという[6]。
  - デモテープは桜井が小さい頃からゆかりのある山形県の自然の中で制作され、楽曲自体は一カ月程度で完成した[6]。
  - 曲終了後、約30秒間の無音の後にシークレットトラックとして約4分のInstrumentalが収録されており、トラック上はこれを含めて1曲となっている。Mr.Childrenの作品でシークレットトラックが収録されたのは今回が初となる。配信版のシングルでは該当箇所は削除されている。
  - the pillowsとのZeppツアーで「しるし」と共に披露されたが、当時はタイトルを発表しないままの初披露であった[5]。
  - ミュージック・ビデオは、前作「しるし」が桜井一人の歌っている姿しかないため、その対として制作された[6]。そのため、メンバー全員がミュージック・ビデオに出演しており、カット数が大幅に増えている。2012年5月10日発売のベスト・アルバム『Mr.Children 2005-2010 <macro>』の初回限定盤、2018年3月21日発売のライブ・ビデオ『Mr.Children DOME & STADIUM TOUR 2017 Thanksgiving 25』に収録されている。ミュージック・ビデオはこれとは別に『どろろ』バージョンも存在しており、主に映画公開中に流されていた。監督は丹下紘希。

## テレビ出演
| 番組名                   | 日付          | 放送局     | 演奏曲                                    |
| ------------------------ | ------------- | ---------- | ----------------------------------------- |
| Music Lovers             | 2007年3月11日 | 日本テレビ | Tomorrow never knows しるし フェイク 彩り |
| ミュージックステーション | 2022年4月1日  | テレビ朝日 | フェイク 永遠                             |

## ライブ映像作品
フェイク
| 作品名                                                   |
| -------------------------------------------------------- |
| HOME                                                     |
| Mr.Children HOME TOUR 2007                               |
| Mr.Children HOME TOUR 2007 -in the field-                |
| ap bank fes '08                                          |
| Mr.Children Tour 2009 〜終末のコンフィデンスソングス〜   |
| Mr.Children Tour 2011 SENSE                              |
| MR.CHILDREN TOUR POPSAURUS 2012                          |
| Mr.Children Stadium Tour 2015 未完                       |
| Mr.Children 30th Anniversary Tour 半世紀へのエントランス |

## 収録アルバム
- 『HOME』
- 『Mr.Children 2005-2010 <macro>』
- 『Mr.Children 2003-2015 Thanksgiving 25』
- 『Mr.Children 2015-2021 & NOW』(Liveバージョン)